# 吉田雄
吉田雄（よしだ ゆう、1986年4月1日 - ）は、日本の俳優。東京都出身。2006年からミュージカルカンパニー イッツフォーリーズに所属。ミュージカルカンパニー イッツフォーリーズ附属養成所卒。

## 出演

### 舞台
- ミュージカル「おれたちは天使じゃない」(2008年)
- ミュージカル「花山信吉工務店」(2008年 紀伊國屋サザンシアター)
- 「じゅん喫茶便り」(2009年 アトリエフォンテーヌ)
- フレディーカンパニー「Princess Valentine」（2010年 東京芸術劇場小ホール)
- Air Studioプロデュース「SAKURA」(2010年 AQUA studio)
- ミュージカル「嗚呼！杉並青年消防団」(2010年 アトリエフォンテーヌ)
- ミュージカル座「タイム・フライズ」(2011年 シアター1010)
- ミュージカル「青空の休暇」(2011年 紀伊國屋サザンシアター)
- ミュージカル座「コンチェルト」（2013年 シアター1010)
- ミュージカル「小さい"つ"が消えた日」(2013年 六行会ホール)
- ミュージカル「ファーブル昆虫記」(2013年)
- ミュージカル「熱愛報道」(2013年 アトリエフォンテーヌ）
- ミュージカル「天切り松　人情闇がたり」(2013年）
- 「だらぶちー月夜に荒ぶる男達」(2013年 前身座劇場)
- ミュージカル「青空の休暇」(2014年)
- ミュージカル座「野の花」(2014年 ウッディシアター中目黒)
- ミュージカルコメディ「死神」(2014年 紀伊國屋ホール)
- ミュージカル「あさはなび」(2015年 ザ・ポケット)
- 音楽劇「秋に咲く桜のような」(2015年 あうるすぽっと)
- ミュージカル「ナミヤ雑貨店の奇蹟」(2016年 ザ・ポケット)
- 日生ミュージカル「三銃士」(2016年 日生劇場)
- ミュージカル「見上げてごらん夜の星を」(2016年 あうるすぽっと)
- ミュージカル「遠ざかるネバーランド」(2018年 俳優座劇場)
- ミュージカル「ルドルフとイッパイアッテナ」(2019年 俳優座劇場)
- ミュージカル「YOSHIKO〜悔いなき命を〜」(2019年 紀伊國屋ホール)
- ミュージカル「オリバー・ツイスト」(2019年 東京芸術劇場プレイハウス)
- アークスインターナショナル ミュージカル「ズボン船長 FIFI AND SEVEN SEAS」(2019年 新国立劇場)
- ミュージカル「ナミヤ雑貨店の奇蹟」(2020年 俳優座劇場)
- ミュージカル「ローマの休日」(2021年 帝国劇場)
- ミュージカル「おれたちは天使じゃない」(2021年 俳優座劇場)
- ブイラボミュージカル「The 百人一首 shoW_2021夏」(2021年 音響芸術専門学校別館ライブQ)
- ミュージカル「魍魎の匣」(2021年 オルタナティブシアター)
- 舞台「刀剣乱舞 山姥切国広 単独行～日本刀史～」（2023年）
- CHAiroiPLIN おどるマンガ「鳥獣戯画」（2023年 六行会ホール、作・演出・振付 スズキ拓朗）
- いずみたく没30年「ぼくたちの音を楽しむ」（2023年 博品館劇場）
- ミュージカル「鉄鼠の檻」（2024年、紀伊國屋サザンシアター TAKASHIMAYA・サンケイホールブリーゼ）[2]
- ミュージカル「暁のヨナ」（2024年、シアターH）[3]
- ミュージカル座「相依為命～あいよっていのちなす～」（2024年 六行会ホール）

### テレビ
- 連続テレビ小説 あんぱん 98回、99回、100回（2025年、NHK総合）

### その他
- Dlife 「SMASH (テレビドラマ)」PRイベント(2012年)
- "UTAMARO" Songs from Japanese musical(2017年 ワシントンD.C.スミソニアン博物館)